# ديفيد غروز
ديفيد غروز (بالإنجليزية: David Grose)‏ هو باحث في تاريخ العصور الكلاسيكية ومؤرخ أمريكي، ولد في 21 نوفمبر 1944 في فيرباولت في الولايات المتحدة، وتوفي في 13 أكتوبر 2004.